# Adrian Hermann
Adrian Rüdiger Nikolaj Hermann (* 4. Dezember 1981 in Starnberg) ist ein deutscher Religionswissenschaftler.

## Leben
Nach dem Abitur am Münchner Maximiliansgymnasium studierte er von 2002 bis 2006 Theaterwissenschaft, Religionswissenschaft und amerikanische Literaturgeschichte an der Ludwig-Maximilians-Universität München (Magister Artium). Von 2006 bis 2009 war er Doktorand und Stipendiat im DFG-Graduiertenkolleg „Weltgesellschaft – Zur Herstellung und Repräsentation von Globalität“ an der Universität Bielefeld. Von 2008 bis 2011 war er assoziierter Doktorand im Pro*Doc „Interferenzen von Religion mit Politik und Wirtschaft im Spiegel ihrer Konstruktionsgeschichten“, Univ. Basel, Zürich, Luzern. Nach der Promotion im Oktober 2011 zum Dr. phil. an der Universität Basel war er von 2011 bis 2012 Post-Doktorand in Religionswissenschaft in Basel (Stipendium aus dem Forschungsfonds der Univ. Basel). Von 2012 bis 2013 war er Post-Doktorandenstipendium der Fritz Thyssen Stiftung für das Projekt „Transkontinentale Netzwerkbildung und religiöse Globalisierung in der Publizistik philippinischer indigen-christlicher Eliten um 1900“ in München. Von 2013 bis 2014 war er wissenschaftlicher Mitarbeiter an der Ludwig-Maximilians-Universität München im DFG-Projekt „Indigen-christliche Eliten Asiens und Afrikas um 1900 im Spiegel ihrer Journale und Periodika“ (Leitung: Klaus Koschorke). Von 2014 bis 2015 hatte er ein Post-Doktoranden Stipendium des SNF für angehende Forschende, Forschungsaufenthalt an der Universität Utrecht und Stanford University. Von 2014 bis 2019 war er Mitglied im Netzwerk „Junges ZiF“ des Zentrums für interdisziplinäre Forschung. Von 2015 bis 2017 lehrte er als Juniorprofessor (W1) für Missions-, Ökumene- und Religionswissenschaft an der Universität Hamburg. Seit 2017 ist er Professor (W3) für Religion und Gesellschaft am Forum Internationale Wissenschaft der Universität Bonn. Von April bis September 2019 war er Senior Fellow an der Kollegforschungsgruppe „Multiple Secularities“ an der Universität Leipzig.
Seine Forschungsschwerpunkte sind theoretische Konzeptualisierung sowie historische Genealogie eines globalen Religionsdiskurses und die Frage nach den „Unterscheidungen der Religion“, globale Verflechtungsgeschichte des weltweiten Christentums mit besonderem Schwerpunkt auf der Geschichte des Christentums auf den Philippinen um 1900, religiöse Modernismen in Asien und Europa um 1900 und Bedeutung dokumentarischer Medien, besonders des Dokumentarfilms, für die Religionstheorie und die moderne Religionsgeschichte.

## Werke (Auswahl)
- Unterscheidungen der Religion. Analysen zum globalen Religionsdiskurs und dem Problem der Differenzierung von ‹Religion› in buddhistischen Kontexten des 19. und frühen 20. Jahrhunderts (= Critical studies in religion. Religionswissenschaft. Band 10). Göttingen 2015, ISBN 3-525-54040-X (zugleich Dissertation, Basel 2011).